# النوجة (العدين)

تعديل مصدري - تعديل

النوجة محلة تابعة لقرية حور، التابعة لعزلة عردن بمديرية العدين إحدى مديريات محافظة إب في الجمهورية اليمنية، بلغ تعداد سكانها 49 حسب تعداد اليمن لعام 2004.